# Розхідник звичайний
Розхідник звичайний (Glechoma hederacea L.); місцеві назви — собача м'ята, будра та ін. — вид травʼянистих рослин родини глухокропивові (Lamiaceae).

## Опис
Багаторічна трав'яниста рослина родини губоцвітих (8-40 см заввишки) з висхідними квітконосними і повзучими безплідними пагонами. Стебло чотиригранне, укорінюється у вузлах, майже голе або з рідкими волосками. Листорозміщення супротивне. Листки крупно зарубчасто-зубчасті з рідкими волосками. Нижні листки округло-ниркоподібні з довгими черешками, верхні округло-серцеподібні на коротких черешках або майже сидячі. Квітки неправильні (двогубі), розташовані у верхній частині стебла по дві-три (пучками) у пазухах листків. Оцвітина подвійна. Чашечка зрослолиста, п'ятизубчаста, волосиста з трикутно-ланцетними, тонко загостреними зубцями, з яких верхні довші від нижніх. Віночок зросло-п'ятипеліостковий (10-20 мм завдовжки), у 2-3 рази довший за чашечку, ясно-фіолетовий, фіолетово-синій, блакитнуватий, рідко білий. Верхня губа віночка плеската, нижня трилопатева. Тичинок чотири, з них дві коротші. Маточка одна, зав'язь верхня, чотирилопатева, стовпчик один, приймочка дволопатева. Плід — розпадний горішок. Горішки бурі, гладенькі.
Росте в листяних і мішаних лісах, на галявинах, залужених ділянках. Рослина тіньовитривала. Цвіте у квітні — червні.
Поширена і заготовляють по всій Україні.

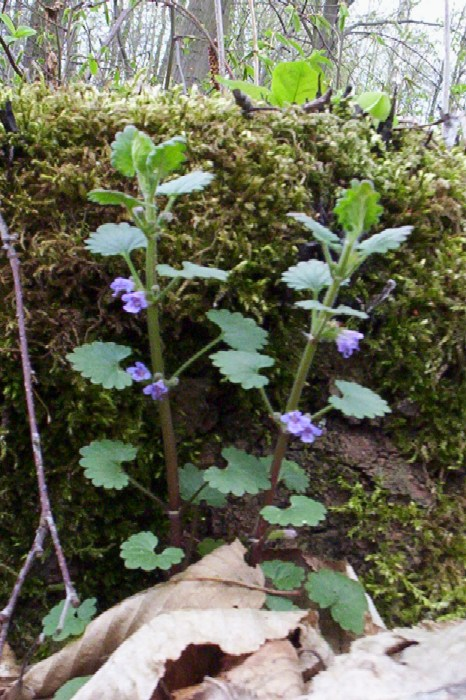
Розхідник звичайний (Польща)

## Практичне використання
Лікарська, ефіроолійна, харчова, медоносна, отруйна рослина.
У народній медицині надземну частину розхідника використовують при застарілих грудних катарах, хворобах сечового міхура, пропасниці, простуді, хворобах шкіри, горла, селезінки, базедовій хворобі, ангінах, бронхіальній астмі, болях після пологів, туберкульозі легень, хворобах нирок, печінки (жовтяниці і пухлин). Рекомендується також для поліпшення апетиту, як болезаспокійливий шлунковий і пом'якшувальний засіб при хворобах дихальних шляхів.
Зовнішньо використовують при лікуванні ран, виразок, пухлин, золотухи, при переломах кісток і вивихах, судорогах кінцівок. Свіжими листками лікують коросту та різні нашкірні хвороби. Примочки з відвару застосовують при сльозотечі.
У ветеринарії застосовують як глистогінний засіб. У листках у період цвітіння містяться вітамін С (30 — 32,8 мг%), провітамін А (8,2 мг%), тому їх можна вживати в їжу для приготування супів та замість прянощів.
Розхідник звичайний містить ефірні олії (0,03-0,06 % від сухої рослини), які використовують як антисептичний, ранозагоювальний засіб, для ароматизації напоїв, поліпшення смаку і запаху мікстур.
Весняно-літній довгоквітучий медонос, навесні дає підтримуючий взяток. Мед світло-жовтий, ароматний.
Є вказівки на отруйність розхідника для тварин. Забур'янене ним сіно може викликати отруєння коней.

## Збирання, переробка та зберігання
Збирають рослину в період цвітіння, швидко сушать у затінку і зберігають у закритих коробках або банках, вистелених папером.

## Близький вид
За морфологічними ознаками до розхідника звичайного близький розхідник шорсткий — G. hirsuta Waldst. et Kit. Цей вид відрізняється від розхідника звичайного більшими розмірами всієї рослини (10-60 см), довшими листками, інтенсивним запушенням і чашечкою, зубці якої дорівнюють трубочці віночка. Росте в тих же умовах, що і розхідник звичайний.